# Ladislav Vida (spidvejist)
Ladislav Vida, slovenski spidvejist, * 13. februar 1993, Murska Sobota.